# Moncel-sur-Vair
Moncel-sur-Vair är en kommun i departementet Vosges i regionen Grand Est (tidigare regionen Lorraine) i nordöstra Frankrike. Kommunen ligger i kantonen Coussey som tillhör arrondissementet Neufchâteau. År 2022 hade Moncel-sur-Vair 180 invånare.

## Befolkningsutveckling
Antalet invånare i kommunen Moncel-sur-Vair
| Referens: INSEE |